# ريجنالد يان باريت
ريجنالد يان باريت (بالإنجليزية: Reginald Ian Barrett)‏ هو قاضي أسترالي، ولد في 1 أبريل 1944.